# Toyoyama (Aichi)
Toyoyama (豊山町 Toyoyama-chō?) es un pueblo localizado en la prefectura de Aichi, Japón. En octubre de 2019 tenía una población estimada de 15.630 habitantes y una densidad de población de 2.529 personas por km². Su área total es de 6,18 km².

## Geografía

### Localidades circundantes
- Prefectura de Aichi
  - Kasugai
  - Kitanagoya
  - Komaki
  - Nagoya

## Demografía
Según los datos del censo japonés, esta es la población de Toyoyama en los últimos años.
| 1995   | 2000   | 2005   | 2010   | 2015   |
| ------ | ------ | ------ | ------ | ------ |
| 13.513 | 13.001 | 13.565 | 14.405 | 15.177 |